# The Metal Fest
The Metal Fest, (también conocido como Metal Fest) es un festival de música metal que se ha realizado en Santiago de Chile desde el año 2012 y desde 2023 en Ecuador. El festival es organizado por diferentes productoras, entre ellas Time For Fun, La Oreja, CKConcerts y TheFanLab. El festival reúne a bandas nacionales e internacionales de diversos subgéneros del metal, como thrash metal, death metal, power metal, metal sinfónico, heavy metal, punk entre otros. El festival se caracteriza por tener varios escenarios, actividades y concursos para los asistentes, además de ofrecer una experiencia única para los amantes del metal.  
El festival se inició en el 2012 en el Movistar Arena de Santiago, con la participación de Anthrax, Misfits, Blind Guardian, Venom, Exodus, Kyuss, Forbidden, Destruction entre otros grupos. Desde entonces, el festival se ha realizado cada año en Chile, con la excepción del 2021 debido a la pandemia de COVID-19. 
En el 2022, el festival se expandió por primera vez fuera de Chile, realizándose en Ecuador en la ciudad de Quito. El festival contó con la presencia de Kreator, Testament, Apocalyptica, Stratovarius, Accept y Benediction, además de las bandas locales Total Death y Kill Me.
El festival tiene previsto continuar en el 2024, con una nueva edición en Chile que se extenderá a dos días. El cartel anticipado incluye a Anthrax, Emperor, Within Temptation, Overkill, Killswitch Engage, Gamma Ray y más.
El 6 de septiembre de 2024, la banda británica de doom metal Paradise Lost anunció a través de sus redes sociales su participación en The Metal Fest 2025, programado para el 11 de mayo, así como el inicio de su gira latinoamericana. Días después, las cuentas oficiales del festival y la producción publicaron un video confirmando la versión 2025 del evento, revelando la fecha que muchos ya conocían gracias al adelanto de Paradise Lost. A inicios de octubre se dio a conocer la primera fase del line-up, confirmando a Carcass, Sabaton, Paradise Lost, Voivod y Nile, junto a otras bandas nacionales, finalmente, a mediados de noviembre se dio a conocer el line-up final, encabezando el guitarrista Kerry King, además de la banda británica Saxon. 

## Ediciones
| The Metal Fest           | The Metal Fest | The Metal Fest |
| Fecha                    | Lugar          | Asistencia     |
| ------------------------ | -------------- | -------------- |
| 28 y 29 de abril de 2012 | Movistar Arena | 28.000         |
| 13 y 14 de abril de 2013 | Movistar Arena | 28.000         |
| 26 de abril de 2014      | Movistar Arena | 14.000         |
| 23 de abril de 2023      | Movistar Arena | 16.000         |
| 20 y 21 de abril de 2024 | Movistar Arena | 10.600         |
| 11 de mayo de 2025       | Movistar Arena |                |

| The Metal Fest Quito     | The Metal Fest Quito | The Metal Fest Quito |
| Fecha                    | Lugar                | Asistencia           |
| ------------------------ | -------------------- | -------------------- |
| 21 de abril de 2023      | Parque Bicentenario  | 6.000                |
| 18 y 19 de abril de 2024 | Parque Bicentenario  | TBD                  |

### The Metal Fest 2012
La primera versión del festival, se llevó a cabo en el Movistar Arena, los días 28 y 29 de abril de 2012, se presentaron Anthrax, Misfits, Blind Guardian, Venom, Exodus, entre otros grupos. Dos escenarios hubo en las dos jornadas, el internacional o Main Stage (dentro de la arena) y el nacional o Metal Zone que se encontraba en las afueras de la arena, además de actividades y concursos, marcaron dos jornadas inolvidables para los amantes del género metal.
| Sábado 28 de abril | Sábado 28 de abril |
| Main Stage         | Metal Zone         |
| ------------------ | ------------------ |
| Anthrax            | RTUMBA             |
| Annihilator        | BreakDown          |
| Testament          | Sacramento         |
| Volbeat            | Poema Arcanus      |
| Fear Factory       | Six Magics         |
| U.D.O.             | Kingdom of Hate    |
| Obituary           | Massakre           |

| Domingo 29 de abril | Domingo 29 de abril |
| Main Stage          | Metal Zone          |
| ------------------- | ------------------- |
| Kreator             | Raíz Terca          |
| Blind Guardian      | SCL                 |
| Kyuss Lives!        | Thornafire          |
| Misfits             | Mar de Grises       |
| Destruction         | Polimetro           |
| Exodus              | Necrosis            |
| Forbidden           | Dorso               |

### The Metal Fest 2013
La productora La Oreja se encargó de la segunda y tercera versión de este festival, el recinto permaneció tal cual fue la primera entrega. El 2013, fue un festival de igual magnitud a la vez pasada, Down, Twisted Sister, Devin Townsend Project y Carcass fueron una de las decenas de bandas que encabezaron este festival. Al igual que la versión pasada, hubo dos escenarios, el internacional y el nacional.
| Sábado 13 de abril      | Sábado 13 de abril |
| Escenario Internacional | Escenario Nacional |
| ----------------------- | ------------------ |
| Down                    | Undercroft         |
| Twisted Sister          | Sadism             |
| Morbid Angel            | Animus Mortis      |
| Sodom                   | Inquisición        |
| Corrosion of Conformity | Battlerage         |
| Arcturus                | Melektaus          |
| Lock Up                 | Recrucide          |
|                         | Saken              |

| Domingo 14 de abril     | Domingo 14 de abril |
| Escenario Internacional | Escenario Nacional  |
| ----------------------- | ------------------- |
| Devin Townsend Project  | Torturer            |
| Carcass                 | Atomic Aggressor    |
| My Dying Bride          | Kythrone            |
| Symphony X              | Orategod            |
| Brujería                | Nuclear             |
| Nile                    | Enigma              |
| Brutal Truth            | Alto Voltaje        |
|                         | Nimrod              |

### The Metal Fest 2014
La tercera edición de The Metal Fest en Santiago, programada para el 26 de abril del 2014, tenía a Megadeth y Venom como cabezas de cartel, pero Venom tuvo que cancelar su gira. En su lugar, se confirmaron Voivod y Dark Angel, los cuales se reunieron en 2013 después de ocho años. El festival contó esta vez con tres escenarios y actividades para los asistentes, siguiendo la tradición de años anteriores.
| Sábado 28 de abril | Sábado 28 de abril | Sábado 28 de abril                 |
| Infernal Stage     | Apocalyptic Stage  | Darkness Stage                     |
| ------------------ | ------------------ | ---------------------------------- |
| Megadeth           | Pentagram Chile    | Claudio Cordero Trío / Erick Avila |
| Dark Angel         | All Tomorrows      | Crisálida                          |
| At the Gates       | Cerberus           | Lefutray                           |
| Hypocrisy          | Folkheim           | Neuromante                         |
| Voivod             | BOA                | Conflicted                         |
|                    | Idol               | Martyrium                          |
|                    | Vastator           | Rock Camp                          |
|                    | Inferis            | Banda Audiomusica 1                |
|                    | Rancho             | Banda Audiomusica 2                |
|                    |                    | Afterlife (banda emergente)        |

### The Metal Fest 2023 - Quito, Ecuador
En octubre de 2022, se anunció por primera vez la realización del festival fuera de Chile, marcando un hito importante en la historia del Metal Fest. Ecuador se convertirá en el país anfitrión de este festival, específicamente en la Ágora de la Casa de la Cultura, que posteriormente fue cambiado para el Parque Bicentenario.
La productora CK Concerts confirmó emocionantemente a través de sus redes sociales la llegada del Metal Fest a Ecuador en su primera edición, anunciando junto al cartel oficial del evento.
Este festival contó con la participación de ocho bandas, que combinaron talento nacional e internacional. El line-up incluyó a seis bandas de renombre mundial, entre ellas Kreator, Testament, Apocalyptica, Stratovarius, Accept y Benediction, además de las representativas bandas ecuatorianas Total Death y Kill Me. 
| Viernes 21 de abril |
| ------------------- |
| Testament           |
| Kreator             |
| Apocalyptica        |
| Accept              |
| Stratovarius        |
| Benediction         |
| Grave Digger        |
| Finntroll           |
| Total Death         |
| Killme              |

### The Metal Fest 2023
El domingo 23 de abril, en Chile, marcó el retorno de The Metal Fest al Movistar Arena después de un lapso de casi nueve años, atrayendo a miles de entusiastas del metal que se dirigieron en multitudes hacia el recinto. La anticipación estaba en su punto máximo para una jornada de música extrema en sus diversas vertientes. La edición de 2023 de este renombrado festival reunió a destacadas bandas como Accept, Kreator y Stratovarius.
| Domingo 23 de abril | Domingo 23 de abril |
| Metal Stage         | Hell Stage          |
| ------------------- | ------------------- |
| Kreator             | Finntroll           |
| Testament           | Undercroft          |
| Accept              | Torturer            |
| Stratovarius        | Devil Presley       |
| Napalm Death        | Cabrio              |
| Dark Angel          | Recrucide           |
| Benediction         | Vilú                |
|                     | Enigma              |

### The Metal Fest 2024 - Quito, Ecuador
El 25 de septiembre de 2023 se confirmó la realización de la segunda edición del festival. Además, se anunció el cartel para el festival del año siguiente, el cual se llevó a cabo el 18 y 19 de abril de 2024 en la Explanada del Parque Bicentenario. En el evento se presentaron una gran variedad de bandas internacionales, incluyendo a Anthrax y Emperor, quienes encabezaron los dos días de esta segunda edición, inicialmente se contó con el anuncio de las bandas Within Temptation, Amorphis, Sepultura, Death Angel, Soen, Notoken, Descomunal, Lost In Darkness y Legion. Posteriormente se completó el cartel con las bandas Biohazard, Dark Tranquillity, Possessed, Overkill, Exodus, Gamma Ray y Killswitch Engage   
| Jueves 18 de abril |
| ------------------ |
| Emperor            |
| Killswitch Engage  |
| Gamma Ray          |
| Sepultura          |
| Exodus             |
| Possessed          |
| Soen               |
| Legión             |
| Descomunal         |

| Viernes 19 de abril |
| ------------------- |
| Anthrax             |
| Within Temptation   |
| Overkill            |
| Death Angel         |
| Biohazard           |
| Amorphis            |
| Dark Tranquillity   |
| Lost In Darkness    |
| Notoken             |

### The Metal Fest 2024
Después de la conclusión del festival, la productora The Fanlab anunció una próxima edición del Metal Fest para el año 2024, que se extenderá nuevamente a dos días. El 7 de septiembre de 2023, se reveló el line-up anticipado para el evento del próximo año, que incluye bandas destacadas como Anthrax, Emperor, Within Temptation, Biohazard y Sepultura. Sin embargo, se espera que en los próximos meses se añadan más bandas al cartel conforme se vayan confirmando.
La productora del certamen chileno confirmó la distribución de las bandas por día en el festival. Se añadieron cuatro bandas nacionales: Dorso, Battlerage, Total Mosh y Parasyche.
El 12 de octubre de 2023, la productora del festival anunció la incorporación de dos bandas internacionales a su cartel. Killswitch Engage y Overkill se sumarán al evento para ofrecer sus actuaciones los días 20 y 21 de abril de 2024, respectivamente. Además, se adelantó que la programación continúa expandiéndose con la promesa de más anuncios de bandas en el futuro.
El 24 de octubre, la productora chilena anunció la incorporación de seis nuevas bandas nacionales para su próxima edición. El sábado 20, se sumarán al cartel de presentaciones las bandas Vastator, Necrodemon y Derrumbando Defensas, mientras que el domingo 21 se podrá disfrutar de las actuaciones de Bonebreaker, Cerberus y Dark God.
La producción confirma a la banda alemana Gamma Ray, los cuales se unen al festival, donde tendrá su presentación el día sábado 20 de abril.
En noviembre y diciembre de 2023, se confirmaron las dos últimas incorporaciones para la edición 2024 del festival: Exodus y Dark Tranquility, respectivamente.
| Sábado 20 de abril      | Sábado 20 de abril   |
| ----------------------- | -------------------- |
| Escenario internacional | Escenario nacional   |
| Emperor                 | Dogma                |
| Killswitch Engage       | Sadism               |
| Gamma Ray               | Dorso                |
| Sepultura               | Battlerage           |
| Exodus                  | Vastator             |
| Soen                    | Necrodemon           |
| In Extremo              | Derrumbando Defensas |

| Domingo 21 de abril     | Domingo 21 de abril |
| ----------------------- | ------------------- |
| Escenario internacional | Escenario nacional  |
| Anthrax                 | Atomic Aggressor    |
| Within Temptation       | Alto Voltaje        |
| Overkill                | Total Mosh          |
| Biohazard               | Parasyche           |
| Amorphis                | Bonebreaker         |
| Dark Tranquility        | Cerberus            |
| Forbidden               | Dark God            |

### The Metal Fest 2025
A inicios de octubre, la producción confirmó la realización del festival para el 2025, la cual se realizará se realizará el 11 de mayo, contando con bandas como Paradise Lost, Carcass, Sabaton, Voivod y Nile, entre otras nacionales e internacionales que se anunciaron durante los meses de octubre y noviembre en las redes sociales del festival. el cartel definitivo se dio a conocer a mediados de noviembre, cuando se confirmaron a las bandas Kerry King y Saxon.
| Domingo 11 de mayo |
| ------------------ |
| Kerry King         |
| Carcass            |
| Saxon              |
| Sabaton            |
| Paradise Lost      |
| Voivod             |
| Nile               |
| Nuclear            |
| Poema Arcanus      |
| Squad              |
| BOA                |
| Nimrod             |
| Diametral          |
| Terminal Prospect  |

## Bandas con más participaciones
- Chile (* por determinarse)
  -  BOA: 2 (2014 y 2025)
  -  Voivod: 2 (2014 y 2025*)
  -  Cerberus: 2 (2014 y 2024)
  -  Vastator: 2 (2014 y 2024)
  -  Dark Angel: 2 (2014 y 2023)
  -  Carcass: 2 (2013 y 2025*)
  -  Nile: 2 (2013 y 2025*)
  -  Nimrod: 2 (2013 y 2025*)
  -  Nuclear: 2 (2013 y 2025*)
  -  Alto Voltaje: 2 (2013 y 2024)
  -  Atomic Aggressor: 2 (2013 y 2024)
  -  Battlerage: 2 (2013 y 2024)
  -  Sadism: 2 (2013 y 2024)
  -  Enigma: 2 (2013 y 2023)
  -  Recrucide: 2 (2013 y 2023)
  -  Torturer: 2 (2013 y 2023)
  -  Undercroft: 2 (2013 y 2023)
  -  Poema Arcanus: 2 (2012 y 2025*)
  -  Anthrax: 2 (2012 y 2024)
  -  Dorso: 2 (2012 y 2024)
  -  Exodus: 2 (2012 y 2024)
  -  Forbidden: 2 (2012 y 2024)
  -  Kreator: 2 (2012 y 2023)
  -  Testament: 2 (2012 y 2023)